# Пливање на Летњим олимпијским играма 2008 — маратон 10 километара за жене
Пливачки маратон на 10 километара у женској конкуренцији први пут је уведен на Олимпијским играма 2008. За разлику од осталих дисциплина, ова се не одржава у базену, него на отвореним (слободним) водама. У њој није било квалификационих трка него само једна финална са масовним стартом. У трци се обично пливало слободним стилом, али промене су могуће када пливачи дођу до окрепне станице.
Такмичења у пливању на 10 км за жене одржано је 20. августа у Олимијском веслачком центру Shunyi. Учествовало је 25 пливачица из 23 земље. Једино су Бразил и Уједињено Краљевство имали по две птреставнице.

## Земље учеснице
| - Аргентина - Аустралија - Бразил (2) - Венецуела - Грчка - Италија - Јужноафричка Република - Кина | - Мексико - Немачка - Португалија - Русија - Сједињене Америчке Државе - Словенија - Уједињено Краљевство (2) - Украјина | - Француска - Холандија - Чешка - Чиле - Швајцарска - Шведска - Шпанија |

## Резултати
| Пласман | Пливачица                      | Земља                     | Време         | Заостатак     | Белешка       |
| ------- | ------------------------------ | ------------------------- | ------------- | ------------- | ------------- |
|         | Лариса Иљченко                 | Русија                    | 1:59:27,7     |               |               |
|         | Кери Ен Пејн                   | Уједињено Краљевство      | 1:59:29,2     | 1,5           |               |
|         | Касандра Патен                 | Уједињено Краљевство      | 1:59:31,0     | 3,3           |               |
| 4       | Ангела Маурер                  | Немачка                   | 1:59:31,9     | 4,2           |               |
| 5       | Ана Марсела Куња               | Бразил                    | 1:59:36,8     | 9,1           |               |
| 6       | Свон Оберсон                   | Швајцарска                | 1:59:36,9     | 9,2           |               |
| 7       | Полијана Окимото               | Бразил                    | 1:59:37,4     | 9,7           |               |
| 8       | Јана Печанова                  | Чешка                     | 1:59:39.7     | 12,0          |               |
| 9       | Andreína del Valle Pinto Pérez | Венецуела                 | 1:59:40,0     | 12,3          |               |
| 10      | Мартина Грималди               | Италија                   | 1:59:40,7     | 13,0          |               |
| 11      | Marianna Lymperta              | Грчка                     | 1:59:42,3     | 14,6          |               |
| 12      | Теја Зупан                     | Словенија                 | 1:59:43,7     | 16,0          |               |
| 13      | Yurema Requena                 | Шпанија                   | 1:59:46,9     | 19,2          |               |
| 14      | Edith van Dijk                 | Холандија                 | 2:00:02,8     | 35,1          |               |
| 15      | Мелиса Горман                  | Аустралија                | 2:00:33,6     | 1:05,9        |               |
| 16      | Натали ду Тој                  | Јужноафричка Република    | 2:00:49,9     | 1:22,2        |               |
| 17      | Daniela Inácio                 | Португалија               | 2:00:59,0     | 1:31,3        |               |
| 18      | Ева Берглунд                   | Шведска                   | 2:01:05,0     | 1:37,3        |               |
| 19      | Fang Yanqiao                   | Кина                      | 2:01:07,9     | 40,2          |               |
| 20      | Imelda Martínez                | Мексико                   | 2:01:07,9     | 40,2          |               |
| 21      | Aurelie Muller                 | Француска                 | 2:02:04,1     | 2:36,4        |               |
| 22      | Chloe Sutton                   | Сједињене Америчке Државе | 2:02:13,6     | 2:45,9        |               |
| 23      | Наталија Самородина            | Украјина                  | 2:10:41,6     | 11:13,9       |               |
| 24      | Antonella Bogarin              | Аргентина                 | 2:11:35,9     | 12:08,2       |               |
| —       | Кристел Кобрич                 | Чиле                      | Није завршила | Није завршила | Није завршила |